# Una pelea cubana contra los demonios
Una pelea cubana contra los demonios es una película dramática cubana estrenada en el 1971 y dirigida por Tomás Gutiérrez Alea.

## Sinopsis
Inspirada en el libro Historia de una pelea cubana contra los demonios del escritor, jurista, musicólogo y etnólogo cubano Fernando Ortiz Fernández, cuenta cómo en la región de Remedios, durante el siglo XVII, los demonios se desatan cuando un cura, respondiendo a sus propios intereses, pretende que la comunidad se traslade de lugar. La cruzada oscurantista provoca la muerte y la destrucción.

## Palmarés cinematográfico
- Premio CIDALC, Festival Internacional de Cine de Karlovy Vary. Checoslovaquia. 1972.